# NGC 3961
NGC 3961 (również PGC 37390 lub UGC 6885) – galaktyka spiralna z poprzeczką (SBa), znajdująca się w gwiazdozbiorze Smoka. Odkrył ją William Herschel 7 kwietnia 1793 roku.